# Mali Stapar
Mali Stapar je malo naselje u Vojvodini. Nalazi se nekoliko kilometara zapadno od Sivca.

## Povijest
Naselje je nastalo namijenski. Izgrađeno je 1802. nakon što je otvoren kanal koji je nosio ime Franje II. Habsburškog (današnji Veliki bački kanal). 
U naselju su se nalazile kanalska uprava i prva ustava. Zbog visinske razlike koja je od 3 do 5 metara, postojali su uvjeti za izgradnju male hidroelektrane koja je strujom opskrbljavala upravnu zgradu, petokatni mlin i pogone za glaziranje riže koju se uzgajalo na obližnjim Kosančić salašima. U Šaponjama su nalazi mnogo netaknute salaške arhitekture koja je u dobrom stanju.
Kod Sombora se račva biciklistička staza Via Pacis Pannoniae / Panonski put mira koja povezuje Osijek i Sombor. Jedan krak vodi do naselja Šaponje, a drugi ka salašarskom naselju Gradini i produžava do Malog Stapara u pravcu Kule, Vrbasa i Novog Sada. Istočno od Malog Stapara je bara Seged i nešto dalje Sivac.
U sjeverozapadnom susjedstvu su Radojevići.

## Vanjske poveznice
- Službena prezentacija općine Kula
- Mjesna zajednica Sivac - Mali Stapar  Arhivirana inačica izvorne stranice od 26. rujna 2010. (Wayback Machine)
- Mali Stapar Stolz II  Arhivirana inačica izvorne stranice od 26. listopada 2016. (Wayback Machine)
- Mali Stapar  Arhivirana inačica izvorne stranice od 16. listopada 2016. (Wayback Machine)